# Попештиј де Сус (Алба)
Попештиј де Сус (рум. Popeștii de Sus) насеље је у Румунији у округу Алба у општини Ваду Моцилор. Oпштина се налази на надморској висини од 760 m.

## Становништво
Према подацима из 2002. године у насељу је живело 144 становника, од којих су сви румунске националности.